# Fronte Democratico per la Riunificazione della Patria
Il Fronte Democratico per la Riunificazione della Patria (조국통일민주주의전선?, 祖國統一民主主義戰線?, Choguk t'ongil minju chuŭi chŏnsŏnLR) era un'alleanza di partiti politici e organizzazioni di massa fondata il 22 luglio 1946 in Corea del Nord ed unica alleanza presente nell'Assemblea popolare suprema.
Inizialmente chiamato Fronte Unito Democratico della Patria, è noto anche come Fronte Patriottico e ne fanno parte i tre partiti politici nordcoreani, ovvero il Partito del Lavoro di Corea, il Partito Socialdemocratico di Corea e il Partito Chondoista Chongu, oltre a diverse organizzazioni di massa e giovanili.
Per poter essere eletti, tutti i candidati alle elezioni in Corea del Nord devono essere accettati dal Fronte ed essere iscritti al Fronte: i "raduni di massa" (in cui basta la partecipazione di sole 100 persone registrate come elettori) sono tenuti a scegliere quale candidato presentare per la propria circoscrizione, questo dovrà poi essere approvato dal Fronte per poter apparire (come unica scelta) sulla scheda elettorale della circoscrizione. In pratica, tuttavia, i partiti minori e le organizzazioni di massa al fronte sono completamente subordinati al Partito del Lavoro di Corea.
In Corea del Sud è presente clandestinamente la sua controparte "meridionale", il Fronte Democratico Nazionale Anti-Imperialista.

## Membri

### Partiti
- Partito del Lavoro di Corea, il partito dominante;
- Partito Socialdemocratico di Corea, partito minore subordinato al Partito del Lavoro di Corea[10][11][12][13];
- Partito Chondoista Chongu, partito minore subordinato al Partito del Lavoro di Corea[10][11][12][13];

### Organizzazioni
- Ch'ongryŏn,[senza fonte] organizzazione per i zainichi (coreani in Giappone) che può avere suoi membri "eletti" all'Assemblea popolare suprema, è allineata all'ideologia ufficiale di Stato della Corea del Nord, lo Juche[14];
- Lega della Gioventù Socialista Patriottica, ala giovanile del Partito del Lavoro di Corea[15];
- Unione delle donne socialiste di Corea[15];
- Federazione Generale dei Sindacati di Corea[15], controllata dal comitato centrale del Partito del Lavoro di Corea[5];
- Unione dei Lavoratori Agricoli di Corea[15], controllata dal comitato centrale del Partito del Lavoro di Corea[5];
- Unione dei bambini di Corea[15];
- Unione dei giornalisti di Corea[6][16];
- Federazione Coreana della Letteratura e delle Arti[15][6];
- Federazione Cristiana di Corea[17][18], fondata da cristiani comunisti[19] che supportarono da subito Kim Il-sung[20] e tuttora sotto "stretto controllo del governo"[21].

## Risultati elettorali
Nota: le elezioni in Corea del Nord sono sempre state descritte dagli osservatori esterni come delle elezioni farsa, il voto è obbligatorio e si può scegliere o meno un solo candidato in ogni distretto elettorale, si ritiene che votare in privato possa destare sospetti e disapprovare il candidato possa portare ad essere accusati di tradimento e/o finire sulle liste di proscrizione della polizia segreta, tutti i candidati sono preselezionati e devono far parte del Fronte Democratico per la Riunificazione della Patria, guidato dal Partito del Lavoro di Corea
| Anno | Risultato | Seggi     | Fonte         | Governo                             |
| ---- | --------- | --------- | ------------- | ----------------------------------- |
| 1948 | 98.49%    | 572 / 572 | [ 30 ]        | Al governo, unica coalizione legale |
| 1957 | 99.92%    | 215 / 215 | [ 30 ] [ 31 ] | Al governo, unica coalizione legale |
| 1962 | 100%      | 383 / 383 | [ 31 ]        | Al governo, unica coalizione legale |
| 1967 | 100%      | 457 / 457 | [ 31 ]        | Al governo, unica coalizione legale |
| 1972 | 100%      | 541 / 541 | [ 31 ]        | Al governo, unica coalizione legale |
| 1977 | 100%      | 579 / 579 | [ 30 ]        | Al governo, unica coalizione legale |
| 1982 | 100%      | 615 / 615 | [ 30 ] [ 32 ] | Al governo, unica coalizione legale |
| 1986 | 100%      | 655 / 655 | [ 30 ] [ 33 ] | Al governo, unica coalizione legale |
| 1990 | 100%      | 687 / 687 | [ 31 ] [ 34 ] | Al governo, unica coalizione legale |
| 1998 | 100%      | 687 / 687 | [ 31 ] [ 35 ] | Al governo, unica coalizione legale |
| 2003 | 100%      | 687 / 687 | [ 36 ] [ 37 ] | Al governo, unica coalizione legale |
| 2009 | 100%      | 687 / 687 | [ 38 ]        | Al governo, unica coalizione legale |
| 2014 | 100%      | 687 / 687 | [ 39 ]        | Al governo, unica coalizione legale |
| 2019 | 100%      | 687 / 687 | [ 40 ]        | Al governo, unica coalizione legale |